# MPP6
El miembro 6 de la subfamilia p55 de MAGUK es una proteína que en humanos está codificada por el gen MPP6 .
Los miembros de la familia de la guanilato quinasa asociada a la membrana periférica (MAGUK) funcionan en la supresión de tumores y la agrupación de receptores formando complejos multiproteicos que contienen distintos conjuntos de proteínas de señalización transmembrana, citoesquelética y citoplasmática. Todos los MAGUK contienen un núcleo PDZ-SH3-GUK y se dividen en 4 subfamilias, similares a DLG,  ZO1,  p55, y tipo LIN2, según su tamaño y la presencia de dominios adicionales. MPP6 es un miembro de la subfamilia MAGUK similar a p55.